# Giuseppe Bergomi
Giuseppe Bergomi (Milánó, 1963. december 22.) olasz labdarúgó.
Teljes pályafutását az Internazionale csapatánál töltötte, a 80-as, 90-es évek olasz válogatottjának is meghatározó tagja volt.
1980 őszén mutatkozott be a Serie A-ban, 17 évesen. Összesen 19 szezont játszott az Internél, ebben az időben azonban csapata a városi rivális AC Milan árnyékából nem volt képes kitörni: mindössze egy bajnoki címet szereztek (1989). 
A nemzetközi kupaporondon lényegesen eredményesebbek voltak: Bergomi időszakában négy UEFA-kupa-döntőből háromszor nyertek (1991, 1994, 1998) és a negyedik döntőt (1997) is csak tizenegyesekkel veszítették el.
A válogatottal Bergomi részese volt az 1982-es világbajnoki diadalnak. Részt vett a következő két világbajnokságon is, valamint az 1988-as Európa-bajnokságon. Az 1992-es Európa-bajnokság egyik selejtezőjében kiállították (Norvégia ellen) és évekig nem hívták meg újra a csapatba. Végül meglepetésre ott lehetett az 1998-as világbajnokságon.
1999-ben vonult vissza, 81 válogatott mérkőzéssel a háta mögött.
2004 márciusában ő is fölkerült a Pelé által összeállított FIFA 100 listára.

## Karrier Statisztika

### Klub
| Klub           | Szezonok       | Serie A         | Serie A | Hazai kupák     | Hazai kupák | Európai         | Európai | Összesen        | Összesen |
| Klub           | Szezonok       | Pályara lépések | Gólok   | Pályara lépések | Gólok       | Pályara lépések | Gólok   | Pályara lépések | Gólok    |
| -------------- | -------------- | --------------- | ------- | --------------- | ----------- | --------------- | ------- | --------------- | -------- |
| Internazionale | 1979–80        | 0               | 0       | 1               | 0           | –               | –       | 1               | 0        |
| Internazionale | 1980–81        | 12              | 0       | –               | –           | 4               | 0       | 16              | 0        |
| Internazionale | 1981–82        | 24              | 2       | 10              | 2           | 4               | 0       | 38              | 4        |
| Internazionale | 1982–83        | 27              | 1       | 9               | 1           | 6               | 0       | 42              | 2        |
| Internazionale | 1983–84        | 25              | 0       | 5               | 0           | 5               | 0       | 35              | 0        |
| Internazionale | 1984–85        | 29              | 2       | 9               | 0           | 10              | 0       | 48              | 2        |
| Internazionale | 1985–86        | 30              | 5       | 6               | 0           | 10              | 0       | 46              | 5        |
| Internazionale | 1986–87        | 28              | 2       | 9               | 0           | 8               | 0       | 45              | 2        |
| Internazionale | 1987–88        | 28              | 1       | 9               | 0           | 5               | 0       | 42              | 1        |
| Internazionale | 1988–89        | 32              | 1       | 8               | 0           | 6               | 0       | 46              | 1        |
| Internazionale | 1989–90        | 32              | 2       | 5               | 0           | 2               | 0       | 39              | 2        |
| Internazionale | 1990–91        | 30              | 3       | 4               | 1           | 12              | 0       | 46              | 4        |
| Internazionale | 1991–92        | 29              | 0       | 6               | 0           | 2               | 0       | 37              | 0        |
| Internazionale | 1992–93        | 31              | 2       | 6               | 0           | –               | –       | 37              | 2        |
| Internazionale | 1993–94        | 31              | 0       | 4               | 0           | 12              | 0       | 47              | 0        |
| Internazionale | 1994–95        | 32              | 2       | 7               | 1           | 2               | 0       | 41              | 3        |
| Internazionale | 1995–96        | 27              | 0       | 5               | 0           | 1               | 0       | 33              | 0        |
| Internazionale | 1996–97        | 19              | 0       | 7               | 0           | 10              | 0       | 36              | 0        |
| Internazionale | 1997–98        | 28              | 0       | 5               | 0           | 9               | 0       | 42              | 0        |
| Internazionale | 1998–99        | 23              | 1       | 5               | 0           | 9               | 0       | 37              | 1        |
| Teljes karrier | Teljes karrier | 517             | 24      | 120             | 5           | 117             | 0       | 754             | 29       |

1. ↑  Magában foglalja a Olaz kupában és Olasz szuperkán való pályára lépéseit.

### Olasz válogatottban
| Nemzet      | Év       | Pályára lépek | Gólok |
| ----------- | -------- | ------------- | ----- |
| Olaszország | 1982     | 6             | 0     |
| Olaszország | 1983     | 4             | 0     |
| Olaszország | 1984     | 9             | 0     |
| Olaszország | 1985     | 7             | 0     |
| Olaszország | 1986     | 8             | 2     |
| Olaszország | 1987     | 8             | 1     |
| Olaszország | 1988     | 11            | 2     |
| Olaszország | 1989     | 10            | 1     |
| Olaszország | 1990     | 12            | 0     |
| Olaszország | 1991     | 2             | 0     |
| Olaszország |          |               |       |
| Olaszország | 1998     | 4             | 0     |
| Összesen    | Összesen | 81            | 6     |